# مصطفی رجایی
مصطفی رجایی (متولد ۷ خرداد ۱۳۶۶) وزنه‌بردار پیشکسوت اهل ایران است. وی موفق به کسب مدال نقره در مسابقات جهانی وزنه‌برداری پیشکسوتان جهان در لهستان شده است. مصطفی رجایی در مسابقات وزنه‌برداری بدلیل گرفتن عکس و همچنین دست دادن با ورزشکار اسرائیلی بصورت مادام العمر از حضور در تمام رشته‌ها به‌ویژه وزنه برداری منع شده است.

## افتخارات
- برنز جام نامجو ٢٠١٢[۱۲]
- پنجم بزرگسالان اسيا پوكت ٢٠١٥
- طلاي جام تدبير ٢٠١٧[۱۳]
- نقره جهاني لهستان ٢٠٢٣[۱۴]
- ركورددار اسبق نوجوانان اسيا وزن ٨٥ كيلو ٢٠٠٣
- ركوردار حال حاضر دوضرب مستر جهان ١٠٩ كيلو
- عضو تيم ملي در رده هاي نوجوانان جوانان بزرگسالان ايران